# Io ti amo
Io ti amo è un film drammatico del 1968 diretto da Antonio Margheriti. Musicarello prodotto sull'onda del successo del singolo che dà il titolo al film, cantato da Alberto Lupo nel 1967 e cover del brano I Love You and You Love Me di Anthony Quinn.

## Trama
Tancredi è un principe e noto pittore. Durante un viaggio incontra una hostess, Judy, e se ne innamora perdutamente. Dopo aver aiutato il principe, facendogli da modella, la hostess deve di nuovo partire, con l'auspicio di rivederlo al più presto. Da ciò nascerà una travolgente storia di amore. Judy ripromette, in seguito, di rivederlo per passare più tempo con lui. Quando Tancredi si dirige all'aeroporto per riabbracciarla viene a sapere  che la ragazza era morta in un incidente automobilistico sette giorni prima.

## Produzione
Il film è stato girato a Sorrento all'Hotel Europa Palace.

## Distribuzione
Il film venne distribuito nelle sale cinematografiche italiane dalla Titanus Distribuzione il 11 aprile 1968.